# Список умерших в 1259 году

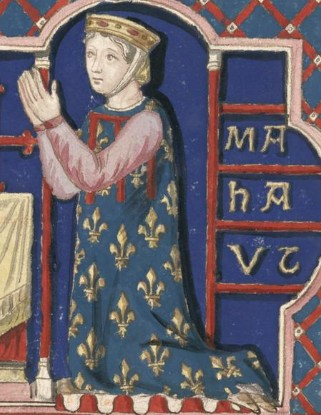
Матильда де Даммартен

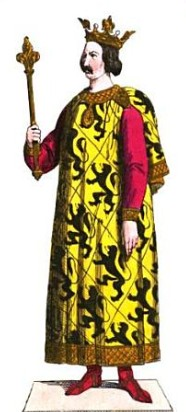
Томас II Савойский

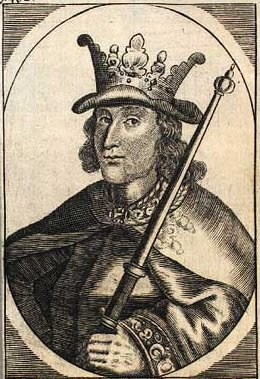
Кристофер I

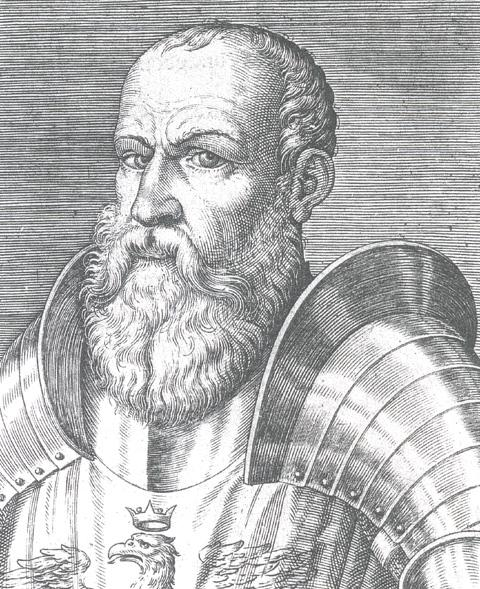
Эццелино III да Романо

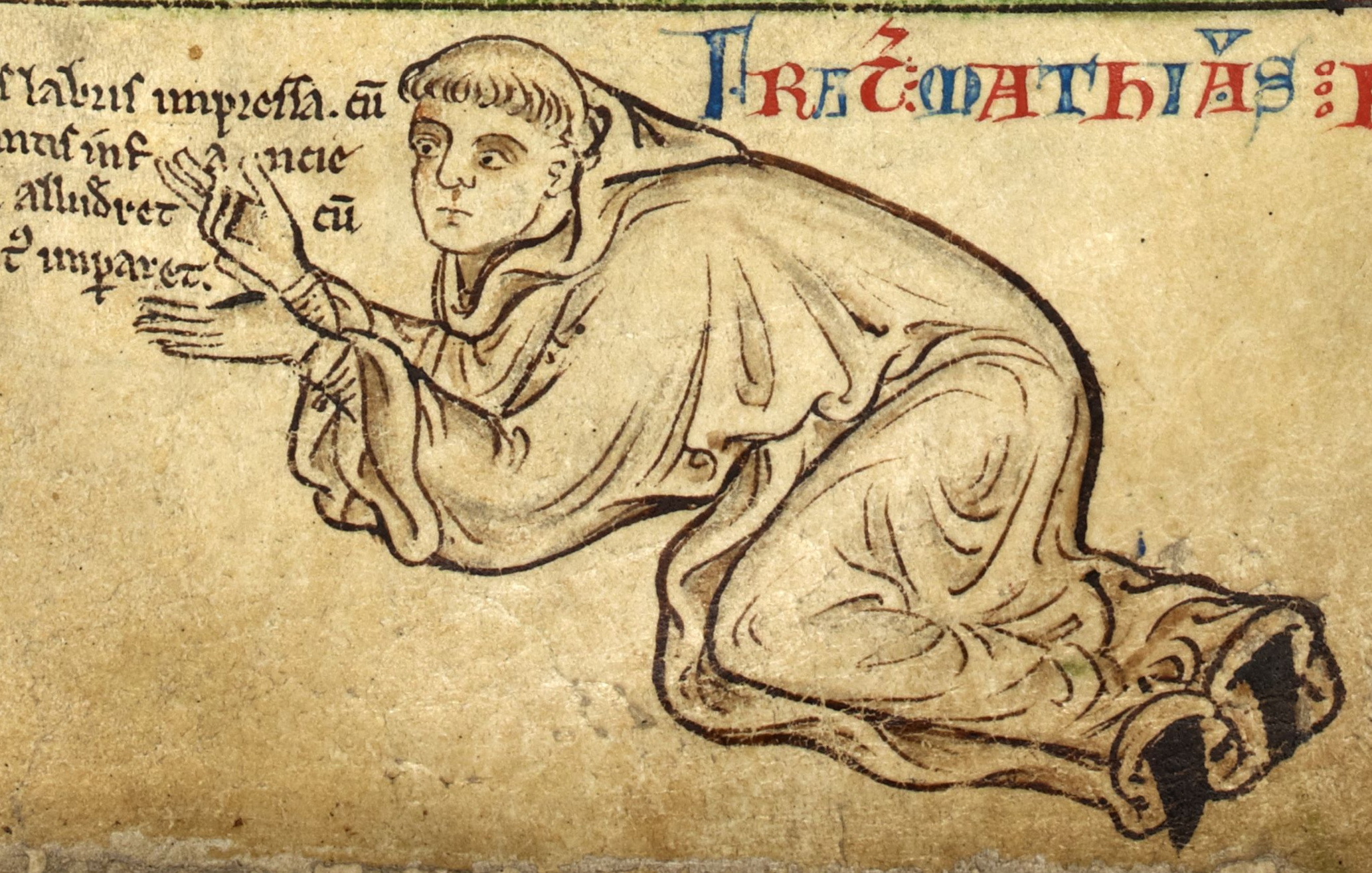
Матвей Парижский

В этой статье представлен список известных людей, умерших в 1259 году.
См. также: Категория:Умершие в 1259 году

## Январь
- 10 января — Гонзало де Амаранте[порт.] — португальский священник и отшельник, святой римско-католической церкви.
- 14 января — Матильда де Даммартен — графиня Даммартена (1214—1259), графиня Булони (1216—1259), графиня Омальская (1214—1234), королева-консорт Португалии (1248—1253), жена Афонсу III.

## Февраль
- 7 февраля — Томас II Савойский — граф Фландрии и граф Геннегау (на правах жены) (1237—1244), князь Пьемонта (1247—1259), граф Савойский (1253—1259)

## Март
- Капоччи, Пьетро — кардинал-дьякон Сан-Джорджио-ин-Велабро (1244—1259)

## Апрель
- 22 апреля — Адольф IV — граф Берга (1243—1259)

## Май
- 13 мая — Генрих IV фон Вюртемберг[нем.] — епископ Айхштета (1247—1259)
- 21 мая — Фулк Бассет[англ.] — епископ Лондона (1241—1259)
- 27 мая — Коноэ Канетсуне[англ.] — японский регент, сэссё (1237—1242, 1247—1252), кампаку (1242)
- 29 мая — Кристофер I — король Дании (1252—1259)

## Июнь
- 21 июня — Отто II фон Липпе[нем.] — епископ Мюнстера (1248—1259)

## Июль
- 21 июля — Коджон (67) — король Корё (Корея) (1213—1259).

## Август
- 11 августа — Мункэ —Великий хан (каан)Монгольской империи (1251—1259).
- 23 августа — Бронислава — святая римско-католической церкви, покровительница Польского королевства, Опольской епархии и сирот.

## Сентябрь
- 3 сентября — Дитрих фон Грюнинген — ландмейстер Тевтонского ордена в Ливонии (1238–1241, 1242–1246), ландмейстер Тевтонского ордена в Пруссии (1246–1249), ландмейстер Тевтонского ордена в Германии (1254—1256)
- 17 сентября — Жоффруа де Понтуаль[фр.] — епископ Сен-Мало (1231—1254)
- 21 сентября — Иоганн фон Диест[нем.] — епископ Любека (1254—1259)
- 25 сентября — Герхард I фон Даун[нем.] — архиепископ Майнца, Эрцканцлер Священной Римской империи (1251—1259)

## Октябрь
- 1 октября — Эццелино III да Романо (65) — политический деятель средневековой Италии, военачальник, сеньор Вероны, Падуи и Виченцы, один из лидеров гибеллинов.
- 2 октября — Матео II Риналь[исп.] — епископ Куэнки (1247—1257), епископ Бургоса (1257—1259)

## Ноябрь
- 5 ноября — Арнольд II фон Изенбург[нем.] — архиепископ Трира (1242—1259)
- 17 ноября — Адам Марш[англ.] — английский учёный и теолог.
- 25 ноября — Маргарита Шотландская — дочь короля Шотландии Вильгельма I Льва, графиня-консорт Кента (1227—1243), жена Хьюберта де Бурга, 1-го графа Кента.

## Декабрь
- 21 декабря — Хедвиг Ангальтская, немецкая принцесса из Ангальтского дома, княгиня Вроцлавская (1242—1248) и Легницкая (1248—1259).

## Дата неизвестна или требует уточнения
- Аделасия ди Торрес — последний юдекс Логудоро (1236—1259), юдекс Галлуры (1238—1257)
- Бадр ад-Дин Лулу ибн Абдаллах — правитель Мосула (1222—1259)
- Мурро Беккариа, правитель Павии (до 1259).
- Генрих Латвийский — немецкий летописец, автор «Хроники Ливонии».
- Гиг V — граф Форе (1241—1259)
- Иоанн Ангел[англ.] — византийский принц из династии Ангелов, венгерский губернатор Срема (1235—1254).
- Иштван Гуткелед, венгерский аристократ, первый известный член рода Гуткелед; конюший (1242—1245), королевский судья (1245—1246), палатин Венгрии (1246—1248), бан Славонии (1248—1259).
- Матвей Парижский — английский хронист, историк, монах-бенедиктинец. Дата смерти предположительна.
- Олав Белый Скальд — исландский поэт.
- Омберто Альдобрандески[итал.] — граф Сантафьора, герой «Божественной комедии» Данте Алигьери, погиб при осаде его замка Кампаньятико
- Роланд Кремонский[англ.] — французский философ.
- Хань Симэн, полулегендарная героиня китайской истории.
- Херсенд, французская женщина-хирург.